# Tělovýchovná jednota Sparta ČKD Praha 1977-1978
Questa voce raccoglie le informazioni riguardanti il Tělovýchovná jednota Sparta ČKD Praha nelle competizioni ufficiali della stagione 1977-1978.

## Stagione
Lo Sparta Praga non riesce ad incidere in campionato: nonostante la salvezza automatica arrivi con diverse giornate d'anticipo, i granata lottano ancora per non retrocedere.

## Calciomercato
La squadra è mezza rivoluzionata: arrivano Cepo, Beznoska e Slany (Baník Ostrava) e partono Kislinger, Urban, Melichar (Graffin Vlašim), Vesely, Klement e Stratil.

## Rosa
| N. |                           | Ruolo | Calciatore         |
| -- | ------------------------- | ----- | ------------------ |
|    | Cecoslovacchia (bandiera) | P     | Jan Cepo           |
|    | Cecoslovacchia (bandiera) | D     | Jaroslav Kotec     |
|    | Cecoslovacchia (bandiera) | D     | Miloš Beznoska     |
|    | Cecoslovacchia (bandiera) | D     | František Chovanek |

| N. |                           | Ruolo | Calciatore     |
| -- | ------------------------- | ----- | -------------- |
|    | Cecoslovacchia (bandiera) | C     | Tomáš Stranský |
|    | Cecoslovacchia (bandiera) | C     | Antonin Princ  |
|    | Cecoslovacchia (bandiera) | A     | Václav Kotal   |
|    | Cecoslovacchia (bandiera) | A     | Petr Slany     |